# Lahaina ovata
Lahaina ovata är en kräftdjursart som beskrevs av James Dwight Dana 1851. Lahaina ovata ingår i släktet Lahaina och familjen Pisidae. Inga underarter finns listade i Catalogue of Life.